# Glenn Close
Glenn Close (Greenwich, Connecticut, 19 de marzo de 1947) es una actriz, productora e intérprete estadounidense. Considerada como una de las mejores actrices de su generación, ha recibido numerosos premios y reconocimientos, incluidos tres Emmy, tres Tony y tres Globo de Oro, entre otros. Además, ha sido nominada en ocho ocasiones al Premio Oscar, teniendo el récord de la mayoría de las nominaciones sin una victoria para una actriz. En 2016, Close fue incluida en el American Theatre Hall of Fame, y en 2019, la revista Time la nombró una de las 100 personas más influyentes del mundo.
Su carrera como actriz se inició en el teatro, apareciendo también en varios telefilmes desde mediados de los años 1970. Su salto al estrellato se produjo cuando encarnó a Alex Forrest en Atracción Fatal (1987), filme de Adrian Lyne con Michael Douglas como partenaire. Por su interpretación fue nominada al Oscar como mejor actriz principal, hecho que se repitió por Dangerous Liaisons (1988).
Close se ha casado tres veces y tiene una hija, Annie, de su relación con el productor John Starke. Es la presidenta de Trillium Productions y ha cofundado el sitio web FetchDog. Ha realizado donaciones políticas en apoyo de los políticos demócratas, y es vocal en temas como el matrimonio homosexual, los derechos de las mujeres y la salud mental.

## Biografía
Close comenzó su carrera en 1974 en Love for Love, y fue sobre todo una actriz de teatro en Nueva York por el resto de la década de 1970 y principios de 1980, apareciendo en dos obras de teatro y musicales, incluyendo las producciones de Broadway de Barnum en 1980 y The Real Thing en 1983, por la que ganó el Premio Tony a la mejor actriz principal en una obra de teatro. Debutó tarde en el cine, a los 35 años, con un papel como actriz de reparto en El mundo según Garp (1982), al que le siguieron papeles secundarios en Reencuentro (1983) y El mejor (1984) —las tres actuaciones merecieron candidaturas para el Premio Óscar a la mejor actriz de reparto—. También recibiría nominaciones al premio Óscar en la categoría mejor actriz por su interpretación en Atracción fatal (1987), Las amistades peligrosas (1988), Albert Nobbs (2011) y La buena esposa (2018), y otra nominación a mejor actriz de reparto por Hillbilly Elegy, no obteniendo la estatuilla en ninguna de las ocho ocasiones. En la década de 1990 ganó dos premios Tony, por La muerte y la doncella (1992) y Sunset Boulevard (1995), mientras que ganó su primer premio Emmy por el telefilme Serving in Silence: The Margarethe Cammermeyer Story (1995).
Close protagonizó a Leonor de Aquitania en el telefilme de 2003 El león en invierno. Además, ganó un Globo de Oro y un premio del Sindicato de Actores. En 2005, protagonizó la serie dramática The Shield. Luego en 2007, protagonizó la serie de drama de FX Damages, un papel que le valió un Globo de Oro y dos premios Emmy. Regresó a Broadway en noviembre de 2014, en una reposición de A Delicate Balance de Edward Albee. En 2019, Close ganó un Globo de Oro a la Mejor actriz en drama por La buena esposa. Su historial de películas incluye otras como Jagged Edge (1985), Hamlet (1990), El misterio Von Bulow (1990), 101 dálmatas (1996), Mars Attacks! (1996), Paradise Road (1997), Air Force One (1997), Cookie's Fortune (1999), 102 dálmatas (2000), Nueve vidas (2005) y Guardianes de la Galaxia (2014).
Close tiene ocho nominaciones al Premio Oscar, ostentando el récord de ser la actriz que más nominaciones ha conseguido sin haber obtenido el galardón. Además, ha sido nominada a cuatro premios Tony (tres victorias), catorce premios Emmy (tres victorias), catorce Globos de Oro (tres victorias) y nueve Premios del Sindicato de actores (dos victorias); también ha sido nominada tres veces a los premios Grammy y a dos BAFTA. En 2011 recibió el Premio Donostia, dentro del marco del Festival Internacional de Cine de San Sebastián. Además cuenta con una estrella en el Paseo de la Fama de Hollywood.

## Primeros años y familia
Close nació en Greenwich, Connecticut el 19 de marzo de 1947. Su padre era William Taliaferro Close, un médico que operaba en una clínica en el Congo Belga y que sirvió como médico personal a Mobutu Sese Seko, y de la socialite Elizabeth Mary Hester "Bettine" Moore. Tiene dos hermanas, Tina y Jessie, y dos hermanos, Alexander y Tambu Misoki, que los padres de Close adoptaron mientras vivían en África.
Durante su infancia, Close vivió con sus padres en una finca de su abuelo materno en Greenwich: «No tengo ninguna duda de que los días que pasé corriendo libre en el evocador campo de Connecticut con una imaginación desenfrenada, jugando cualquier personaje que nuestros juegos exigieran, es una de las razones por las que el actuar siempre me ha parecido tan natural». Cuando tenía siete años, sus padres se unieron a un culto, el Rearmamento Moral (MRA), al que su familia perteneció durante quince años, viviendo en centros comunales. Close ha declarado que la familia «luchó por sobrevivir a las presiones de una cultura que dictaba todo acerca de cómo vivir nuestras vidas». Pasó un tiempo en Suiza estudiando en la Escuela St. George y posteriormente viajó durante varios años a mediados de la década de 1960 con un grupo coral llamado Viva la gente. Asistió a Rosemary Hall (ahora Choate Rosemary Hall), graduándose en 1965. Aunque procede de una familia adinerada, Close afirma que su familia eligió no participar en White Anglo-Saxon Protestant. También evitaba mencionar su lugar de nacimiento cuando se le preguntaban para evitar que la gente pensara que era una «diletante que no tenía que trabajar».
Cuando tenía 22 años, Close se apartó del MRA, asistiendo al College of William and Mary, y doblando la especialización en teatro y antropología. Fue en el departamento de teatro del Colegio donde empezó a formarse como actriz con Howard Scammon, el profesor de teatro del College of William and Mary durante mucho tiempo. Durante sus años en la escuela en Williamsburg, también protagonizó el drama The Common Glory, escrito por el autor del Premio Pulitzer Paul Green. Fue elegida miembro de la sociedad honorífica de Phi Beta Kappa. A través de los años, Close ha regresado al College of William and Mary para dar conferencias y visitar el departamento de teatro. En 1989 recibió un doctorado honorario del grado de las artes.
Es sobrina segunda del príncipe Alessandro Torlonia y tía tercera de la actriz Brooke Shields y del colaborador de televisión Alessandro Lecquio.

## Cine

### Debut (1974-1979)
Glenn Close comenzó su carrera en el escenario profesional en 1974 a la edad de 27 años y su trabajo cinematográfico en 1982 a los 35 años. Durante su último año de universidad, Close se inspiró para iniciar su carrera en la actuación, después de ver una entrevista de Katharine Hepburn en The Dick Cavett Show. Al día siguiente, llamó al departamento de teatro de su escuela para ser nominada a una serie de audiciones a través de la Asociación de Teatro de la Universidad. Al final, recibió una llamada y fue contratada por una temporada para hacer tres obras en el Teatro Helen Hayes, una de esas obras fue Love for Love, dirigida por Hal Prince. 
Close continuó apareciendo en Broadway y en el circuito paralelo de teatros del Off-Broadway en los años 70 y principios de los 80 e hizo su debut en la televisión en 1975; fue un pequeño papel en la serie de antología Great Performances. En 1979, filmó las películas de televisión Orphan Train y Too Far to Go. La segunda incluía a Blythe Danner y Michael Moriarty en el elenco. 
En 1980, el director George Roy Hill descubrió a Close en Broadway y le pidió que hiciera una audición con Robin Williams para un papel en la película El mundo según Garp, que se convertiría en su primer papel en el cine.

### Incursión en Hollywood (1980-1989)
La década de 1980 resultó ser la década más exitosa de Close en Hollywood. Realizó su debut en la mencionada película El mundo según Garp, con la cual obtuvo su primera nominación al Oscar. El personaje de Close fue de la madre de Robin Williams, a pesar de ser solo cuatro años mayor que él. Al año siguiente rodó el personaje de Sarah Cooper en Reencuentro; el director Lawrence Kasdan, dijo que específicamente escribió ese personaje para ella. La película recibió críticas positivas y fue un éxito en taquilla. Close se convirtió en la tercera actriz en recibir una nominación al Tony, Emmy y al Oscar en un mismo año. En 1984, participó en el drama de béisbol de Robert Redford El mejor, y aunque fue un papel secundario obtuvo su tercera nominación consecutiva al Oscar. Close acredita aún su nominación al cineasta Caleb Deschanel, diciendo: «Mi sombrero fue diseñado para que la luz del sol lo iluminase. Esperamos a un momento concreto del día, cuando el sol iba a brillar a través de la parte posterior del estadio. Y el director usaba una lente que oscurecía a la gente que me rodeaba. Fue una imagen increíblemente bien pensada». Close también protagonizó junto a Robert Duvall el drama El chico de piedra en 1984.
Close empezó a buscar diferentes papeles para interpretar porque no quería encasillarse como una figura maternal. Protagonizó Maxie, una comedia romántica de 1985, junto a Mandy Patinkin. Close recibió críticas favorables e incluso su segunda nominación al Premio Globo de Oro, pero la película fue criticada y sub-interpretada en la taquilla. En 1985, Close protagonizó el thriller legal Al filo de la sospecha, junto a Jeff Bridges. Inicialmente, Jane Fonda estaba vinculada al papel, pero fue reemplazada por Close cuando solicitó cambios en el guion. El productor Martin Ransohoff estaba en contra de la selección de Close porque dijo que era «demasiado fea» para el papel. Close terminó por saberlo y dijo que no quería que Ransohoff en el set mientras ella estaba haciendo sus escenas. El director Richard Marquand apartó a Ransohoff. Enfurecido, Ransohoff se reunió con los jefes de estudio tratando de que Close y Marquand fueses despedidos de la película. El estudio negó la acción indicando que estaban satisfechos con su trabajo. Jagged Edge recibió críticas positivas y recaudó $ 40 millones con un presupuesto de $ 15 millones.
En 1987 Close interpretó a la perturbada editora de libros Alex Forrest en Atracción fatal, que fue el papel que impulsó a Close en el estrellato. La película se convirtió en un éxito de taquilla y la película de mayor recaudación en todo el mundo ese año. El personaje de Alex Forrest ha sido considerado uno de los papeles más emblemáticos de Close, la palabra «bunny boiler» incluso se ha añadido al diccionario, haciendo referencia a una escena de la película. Durante el rodaje, Close sufrió una conmoción cerebral en una de las tomas cuando estrelló la cabeza contra un espejo. En el hospital, descubrió que estaba embarazada. Hasta el día de hoy, Close dijo que ver el final la hace sentir incómoda debido a que sin saberlo puso en riesgo a su hija. Close declaró en una entrevista que «Atracción fatal fue realmente el primer papel que me alejó de Jenny Fields y Sarah Cooper. Me preparé para esa película como nunca». Close recibió su cuarta nominación al Oscar por este papel y ganó el Premio People's Choice como actriz favorita de película.
En 1988 interpretó a la aristócrata intrigante La Marquesa de Merteuil en Amistades peligrosas.  Close ganó críticas estelares por su actuación y fue nominada a un Oscar a la Mejor Actriz. Además, recibió su primera nominación a los BAFTA pero no ganó. Su último papel de la década fue en Casi una familia (1989), un drama sobre una pareja casada que busca adoptar un hijo.

### Consagración como actriz (1990-1999)
En 1990, Close pasó a desempeñar el papel de Sunny von Bülow junto a Jeremy Irons en El misterio Von Bulow. La película atrajo cierta controversia, mientras que la verdadera Sunny von Bülow todavía estaba en estado vegetativo. Los hijos de Sunny también criticaron públicamente la película. En el mismo año, Close interpretó a Gertrude en la adaptación cinematográfica de Hamlet, de Franco Zeffirelli. Fue el primer papel de Shakespeare que Close realizó en el cine (apareció en 1975 en una producción teatral de El rey Lear en Milwaukee). Posteriormente se uniría al elenco de La casa de los espíritus, con Jeremy Irons y Meryl Streep. También tuvo una aparición en la película de Steven Spielberg Hook (1991) como un pirata. En 1992, Close protagonizó Cita con Venus, por la que recibió elogios de la crítica y ganó un Golden Ciak a la Mejor Actriz en el Festival de Cine de Venecia. En el mismo año, Close se convirtió en un fideicomisaria emérito del Instituto Sundance.
En 1994 apareció en la película de comedia-drama Detrás de la noticia, dirigida por Ron Howard. Ella insistió en hacer más comedias, pero sentía que luchaba en este papel diciendo: «Tengo que criticar mi actuación en esa película. Todo tuvo lugar en un día. Mi personaje estaba teniendo un mal día, por lo que está teniendo un mal día en todo toda la película, pero esta fue una comedia, y creo que era demasiado serio, demasiado denso». Posteriormente en 1996 apareció en la película Marcianos al ataque (Mars Attacks!) como primera dama de Estados Unidos y en la exitosa película de Disney 101 Dalmatians, en la que interpretaba a la siniestra Cruella de Vil. El retrato de Close como Cruella de Vil fue elogiado universalmente y le valió una nominación al Globo de Oro como Mejor Actriz en una comedia. La película también fue un éxito comercial, recaudando $ 320.6 millones en teatros con un presupuesto de $ 75 millones. Al año siguiente, Close apareció en otro éxito de taquilla con Air Force One (1997), interpretando a la vicepresidenta de Estados Unidos junto a Harrison Ford. Más tarde protagonizaría la película de guerra Paradise Road (1997) como directora del coro integrado por mujeres secuestradas por los japoneses en la Segunda Guerra Mundial. En 1999, Close proporcionó la voz de Kala en la película animada de Disney Tarzán. Más tarde recibió grandes críticas por su papel cómico como Camille Dixon en Cookie's Fortune (1999).

### Películas independientes (2000-2009)
Close empezó a aparecer en las películas de televisión en lugar de hacer películas teatrales en la década de 2000. Volvió como Cruella de Vil en 102 dálmatas (2000), aunque la película recibió críticas mixtas, tuvo buenos resultados de taquilla. Close filmó más tarde La seguridad de los objetos, que estrenó en 2001, una película sobre cuatro familias suburbanas que se ocupan de enfermedades. Este fue el primer papel de Kristen Stewart en la película, Close y Stewart se reunirían nuevamente en la película de 2015 Anestesia. En el mismo, participó en la película Cosas que diría con sólo mirarla, esta sería una de las muchas colaboraciones futuras con el director colombiano Rodrigo García. 
En 2004, interpretó a Claire Wellington, una socialite nerviosa en la comedia Las mujeres perfectas junto a Nicole Kidman, Bette Midler y Christopher Walken. Proporcionó la voz del hada Azul en la versión inglesa de Pinocchio (2002) y la Abuela en la película de animación Hoodwinked (2005). Close continuó haciendo películas más pequeñas como Le Divorce (2003) de James Ivory e Historia de un secuestro (2005). En 2005, se reunió con el director Rodrigo García para hacer Nueve Vidas. En el mismo año, protagonizó la película Heights (2005), un drama independiente centrado en las vidas de cinco neoyorquinos. La actuación de Close fue alabada por los críticos. En 2007, Close se unió a su anterior coestrella Meryl Streep en el drama Evening. Este fue la última película que realizó en la década, ya que comenzó a protagonizar la exitosa serie de televisión, Damages (2007).

### Regreso al cine (2010-presente)

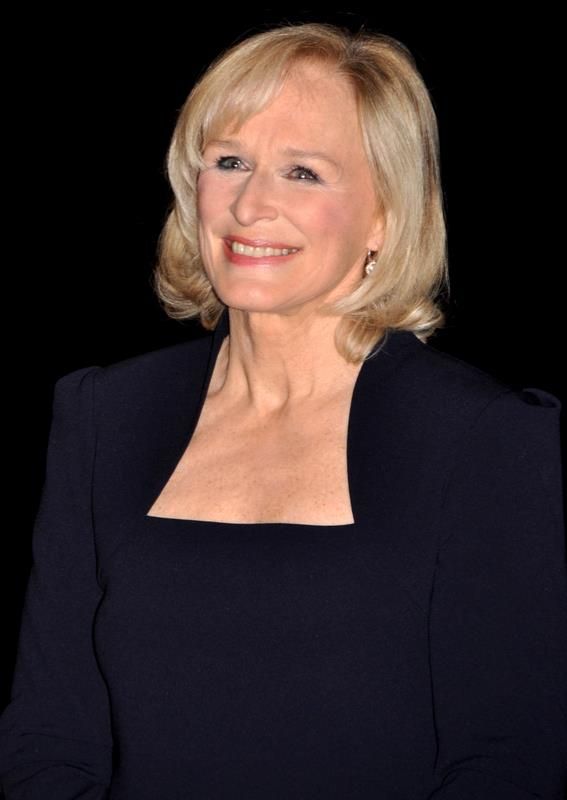
Close en el estreno de Albert Nobbs en Francia en febrero de 2012.

En diciembre de 2010, Close comenzó a filmar Albert Nobbs en Dublín con Janet Mcteer, Mia Wasikowska y Pauline Collins, película dirigida por Rodrigo García. Anteriormente, Close había interpretado a Albert Nobbs en el teatro, por el cual obtuvo un premio Obie. Había estado trabajando en la película durante casi 20 años, y aparte de protagonizarla, también coescribió el guion, así como la canción que fue interpretada por Sinéad O'Connor y produjo la película. 
Close expresó que era importante hacer esta película para estimular las conversaciones sobre los derechos de los transgéneros, «Llegó un punto en el que pregunté, '¿Estoy dispuesta a vivir el resto de mi vida habiendo renunciado a esto?' Y yo dije: 'No, no lo haré'. Algunas personas cambiarán su punto de vista, y aquellos que son demasiado viejos, o demasiado ciegos, para aceptar la belleza de la diferencia sólo tendrán que morir». En la película, Close interpretó el papel principal, una mujer que vive como un hombre en Irlanda del siglo XIX para poder obtener oportunidades. Mientras que la película recibió críticas mixtas, Close y Janet McTeer recibieron críticas favorables por sus actuaciones. Recibió múltiples nominaciones, entre el Premio de la Academia, Globo de Oro, Sag. A Close le preguntaron sobre el hecho de no tener un Oscar, por lo que ella respondió: «Y recuerdo que me sorprendió que conociera a algunas personas que sufrían hiperventilación en cuanto iban a ganar o no, y nunca he entendido eso, porque si haces matemática simple, la cantidad de personas que están en nuestros sindicatos, la cantidad de personas que en nuestra profesión están sin trabajo, la cantidad de películas que se hacen cada año, y luego eres uno de los cinco. ¿Cómo podrías pensar en ti mismo como un perdedor?»

En el año 2012, Close participó en el documental Love, Marilyn junto a Viola Davis y Uma Thurman, leyendo extractos de los diarios de Marilyn Monroe. El crítico Stephen Farber describió el documental como «uno de los resúmenes más hábiles y entretenidos de la subida y la caída interminablemente fascinantes de Marilyn». Después de que su serie de televisión Damages terminó, Close volvió al cine en 2014, en la película de ciencia ficción Guardianes de la Galaxia y su secuela. Close también apareció en la película independiente Amantes de 5 a 7 (2014) y Low Down (2014). En 2016, apareció en La gran Gilly Hopkins y Warcraft. Más tarde protagonizó el drama británico de zombis The Girl with All the Gifts (2016) como la Dra. Caldwell, una científica que investiga una cura para salvar a la humanidad. En 2017, Close apareció junto a Noomi Rapace y Willem Dafoe en What Happened to Monday una película original de Netflix que se estrenó en agosto. Posteriormente, Close protagonizó con los actores John Malkovich (su coestrella en Las amistades peligrosas), y Patrick Stewart (coestrella en El león en invierno) la comedia romántica Wilde Wedding. Close también apareció como la madre de Owen Wilson en la comedia Father Figures (2017), que se estrenó en noviembre de 2017. Ese mismo año, coprotagonizó Crooked House (2017), una adaptación cinematográfica de la novela de Agatha Christie y The Wife (2017), basada en la novela homónima de Meg Wolitzer.

## Televisión
Close empezó a hacer películas de televisión a comienzos de los 80, comenzando con El hombre elefante y en 1984 protagonizó el drama aclamado por la crítica Something About Amelia, una película de televisión ganadora de un Globo de Oro sobre una familia destruida por abuso sexual. Más tarde protagonizó junto a Keith Carradine Stones for Ibarra (1988), una adaptación del libro escrito por Harriet Doerr.
En la década de 1990, protagonizó la muy calificada película de televisión Hallmark Hall of Fame, Sarah, Plain and Tall (1991), así como sus dos secuelas. También interpretó el papel protagonista en la película para la televisión Serving in Silence: The Margarethe Cammermeyer Story, por la que ganó su primer Emmy. Close también ha proporcionado la voz de Mona Simpson, de Los Simpsons, desde 1995. Entertainment Weekly nombró a Close una de las 16 mejores estrellas invitadas de los Simpsons. En 2001, protagonizó una producción del musical clásico de Rodgers y Hammerstein, South Pacific, como Nellie Forbush. también fue estrella invitada en la serie de comedia Will y Grace en 2002, retratando una versión satírica de Annie Leibovitz, ganándole una nominación del Emmy como mejor actriz invitada en serie de comedia. En 2003 interpretó a Eleanor de Aquitania en la película producida por Showtime El león en invierno. Close ganó el premio Globo de oro y el premio del sindicato de actores por su actuación. En 2005, Close se unió a la serie de FX The Shield, en la que interpretó a Monica Rawling, una capitán de distrito sin sentido, que se convirtió en su primer papel en la televisión en una serie. Close dijo que tomó la decisión correcta porque la televisión estaba en una «era de oro» y la calidad de algunos programas ya habían subido a los estándares del cine. Fue nominada para un Emmy pero no ganó. Aunque solo protagonizó la cuarta temporada de la serie, se ofreció a Close continuar con su personaje. Ella respetuosamente rechazó la oferta porque quería pasar más tiempo con su familia. The Shield fue filmado en Los Ángeles, lo cual era demasiado lejos de la residencia de Close en Nueva York.
Posteriormente Close fue abordada por los ejecutivos de FX que le ofrecieron protagonizar una nueva serie (Damages), Close aceptó con la condición que fuera filmada en la ciudad de Nueva York. Close interpretó a la despiadada y brillante abogada Patty Hewes durante cinco temporadas. Su representación de este personaje le valió dos premios Emmy a la mejor actriz en una serie dramática (2008 y 2009) y un Globo de oro a la  a la mejor actriz de serie de televisión - Drama. A lo largo de su carrera en la televisión, se convirtió en una de las actrices mejor pagadas, ganando 200.000 dólares por episodio. En una entrevista, Close declaró que su papel de Patty Hewes en la serie fue el papel de su vida. Después de que la serie terminó, Close declaró que no volvería a la televisión en un papel regular, pero que estaba abierta para hacer una miniserie.
Close también ha participado Saturday Night Live en 1989 y en 1992.

## Teatro
Close ha tenido una extensa carrera en los musicales de Broadway. Comenzó a actuar en 1974 y recibió su primera nominación al Premio Tony en 1980 por Barnum. Uno de sus papeles más notables en el escenario fue Norma Desmond en la producción de Andrew Lloyd Webber Sunset Boulevard, por la que ganó un Premio Tony, interpretando el papel en Broadway en 1993-94, recibiendo excelentes críticas. David Richards, de The New York Times, dijo que «Glenn está dando una de esas interpretaciones legendarias por la cual la gente estará hablando durante muchos años». En 1998, Close hizo una aparición como estrella invitada en la celebración del 50 cumpleaños de Andrew Lloyd Webber en el Royal Albert Hall donde interpretó la canción «With One Look» y «As If We Never Said Goodbye» del musical Sunset Boulevard. Al evento asistieron artistas como Sarah Brightman, Bonnie Tyler, Tina Arena, Elaine Paige, Boyzone, Antonio Banderas, Kiri Te Kanawa, Michael Ball entre otros. Posteriormente se reuniría con el director del musical, Trevor Nunn, en Londres, para su renacimiento en el Royal National Theatre participando en la obra de teatro Un tranvía llamado Deseo en 2002. Close ganó un Premio Tony en 1984 por The Real Thing, dirigido por Mike Nichols. En 1992 ganó otro Premio Tony por La muerte y la doncella.

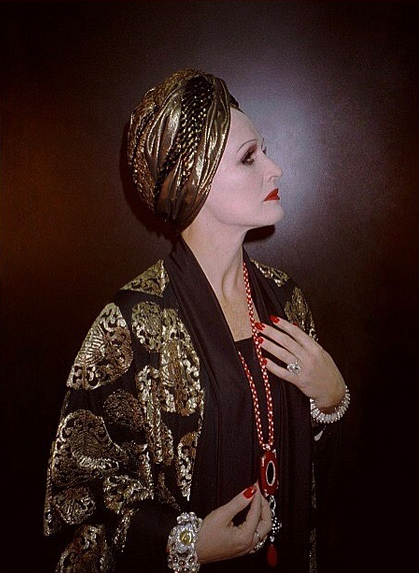
Glenn Close como Norma Desmond en el musical Sunset Boulevard.

En 2002 proporcionó su voz para el «gigante» en la producción del musical Into the Woods en el teatro de Delacorte en Central Park. La producción también incluyó a Amy Adams como la esposa del panadero y Donna Murphy como la bruja. En 2014 protagonizó una producción de los Piratas de Penzance para el Teatro Público de Nueva York, interpretando el papel de Ruth. Esta producción incluyó a Kevin Kline, Martin Short y Anika Noni Rose.
En octubre de 2014, Close regresó a Broadway en el papel protagonista en la obra de teatro Un delicado equilibrio en el teatro John Golden. Sus coestrellas eran John Lithgow como Tobias, Martha Plimpton como Julia y Lindsay Duncan como Claire. La producción recaudó 884.596 dólares en ocho actuaciones de preestreno durante la semana que finalizó el 25 de octubre, estableciendo un nuevo récord de casa en el teatro John Golden. La producción recibió críticas mixtas aunque el elenco fue elogiado.
En abril de 2016 regresó como Norma Desmond en el musical Sunset Boulevard en una producción del English National Opera en el West End de Londres. Close fue recibida con críticas favorables después de volver a este mismo papel veintitrés años más tarde. Tanto The Times como The Daily Telegraph dieron a la producción cinco estrellas y elogiaron su actuación. Durante la producción, Close se vio obligada a cancelar tres programas debido a una infección en el pecho. Fue hospitalizada, pero más tarde se recuperó y terminó los espectáculos restantes. Close ganó el Premio Evening Standard Theatre como Mejor Interpretación Musical, y fue nominada por primera vez al Premio Olivier a la Mejor Actriz en un Musical. La producción del English National Opera en Londres de Sunset Boulevard se transfirió al Palace Theatre en Broadway, donde Close retomó su papel. Abrió el 9 de febrero de 2017 en una edición limitada, vendiendo boletos hasta el 25 de junio de 2017. La producción presentó una orquesta de 40 piezas, la más grande en la historia de Broadway. Close en particular fue elogiada por los críticos por su nueva encarnación de Norma Desmond. The New York Times lo llamó «una de las grandes representaciones teatrales de este siglo». Variety, Parade, The Guardian y Entertainment Weekly también dieron a la nueva producción críticas positivas.
Close, fue la anfitriona de los premios Tony en 1992 y 1995. En 2016, Close fue incluida en The Theatre Hall of Fame por su trabajo en el teatro.

## Reconocimiento y legado
Close es considerada una actriz extraordinariamente versátil con un estilo de actuación inmersiva. En 1995, Close fue invitada a Inside the Actors Studio para discutir sobre su carrera cinematográfica. James Lipton la describió como una actriz «que puede encontrar un número excepcional de matices en un papel o en un solo momento; es una actriz flexible que realiza sutiles hazañas». «Close agradece al teatro por las habilidades de actuación que desarrolló: para mí, es donde realmente te desarrollas como artista, tengo gran respeto por la actuación cinematográfica, pero en el escenario, no tienes editores y no tienes gente sólida, no tienes el primer plano. Está ahí afuera con sus compañeros actores y la audiencia. ¡Es una mezcla química que ha sucedido durante siglos!» Close fue entrenada profesionalmente por Harold Guskin, quien también enseñó a Kevin Kline y James Gandolfini. Trabajando con Guskin, Close aprendió varias lecciones importantes, dijo que las aplicó a su carrera así como su vida. Una de esas lecciones, según ella, era recordar respirar y dejarlo todo ir: «Tienes que mantener cierta apertura, y si no mantienes eso, pierdes algo vital como actor. Y no es una mala cosa». Close dice que para continuar aprendiendo su oficio asistió a cada ensayo.
Con respecto a El Método de actuación, afirma que aunque le pareció interesante trabajar con esos tipos de actores, no era su estilo preferido. Close dijo a James Lipton en una entrevista que piensa que es «hacer trampa» si tiene que aprovechar sus propios sentimientos. Sin embargo, admitió usar esta técnica para algunas escenas en La casa de los espíritus y Atracción fatal. Aunque Close hace una extensa investigación y preparación para sus papeles, también se basa menos en el tecnicismo de una actuación diciendo: «La buena actuación, creo que es como ser un mago, en que haces creer a la gente, porque es sólo cuando creen que son. Me muevo y quiero que la gente se involucre emocionalmente. Creo que la técnica es importante pero no lo es todo». El dramaturgo, Christopher Hampton describe a Close una actriz que fácilmente puede transmitir «un sentido de fuerza e inteligencia». Hampton trabajó en Sunset Boulevard y la producción de teatro de Las amistades peligrosas, y más tarde participó en la versión cinematográfica. «Glenn se describe a menudo con una calidad glacial o lejana sobre ella, pero en persona es absolutamente lo opuesto: caliente e íntimo», dice Iain Glen, que fue coestrella con Close en la producción de teatro de Un tranvía llamado deseo.
Sin embargo, Close es más elogiada por sus papeles de villanas que los suaves y cariñosos. Su personaje en Atracción fatal se ubicó en el séptimo lugar en la lista de villanos del American Film Institute. Respecto a su papel en la serie Damages, The New York Times comentó: «No hay ningún actor muerto o vivo que asuste tanto como una Glenn Close sonriente». El periodista Christopher Hooton también la elogió diciendo: «Christopher Walken, Glenn Close, Al Pacino y muchos otros tienen encima una sorprendente carga de peligro. Da un poco de miedo tenerlos cerca, porque sientes que podría saltar sobre ti o explotarte encima en cualquier momento». Cari Beauchamp ha declarado: «Cuando miras a las 10 mejores actrices de los últimos 80 años, desde que llegó el sonido, primero tienes a Bette Davis, Katharine Hepburn y Meryl Streep - pero creo que Glenn Close está definitivamente en esa lista, es una combinación de sus entrañas, de los papeles que escoge y de su perseverancia ... Francamente, ha asumido papeles que son muy difíciles».
El 12 de enero de 2009, Close fue honrada con una estrella en el Paseo de la Fama de Hollywood en el 7000 Hollywood Boulevard, frente al Roosevelt Hotel. A partir de 2016, las películas con Close han recaudado más de $ 2,4 mil millones en todo el mundo. También es miembro de la Academia de Artes y Ciencias Cinematográficas. Close se considera un icono gay, habiendo jugado numerosos papeles camp en la pantalla y el escenario.

## Vida privada

### Relaciones y familia
De 1969 a 1971, Close se casó con Cabot Wade, un guitarrista y compositor, con quien había actuado durante su tiempo en Viva la gente. En los años 70, Close tuvo una breve relación con el actor Kevin Kline, con quien más tarde protagonizaría la película Reencuentro (1983). De 1979 a 1983 estuvo saliendo con el actor de Broadway, Len Cariou. Close estuvo casada con el empresario James Marlas de 1984 a 1987. Poco después, comenzó una relación con el productor John Starke, a quien había conocido anteriormente en el set de El mundo según Garp. En 1988 tuvieron una hija, Annie Starke, que es actualmente una aspirante a actriz, sin embargo, se separaron en 1991. En la década de 1990, Close tuvo una relación con el jugador canadiense Cam Neely y el actor Woody Harrelson, con quien coprotagonizó la obra de teatro Brooklyn Laundry. En 1995, Close se comprometió con el carpintero Steve Beers, con quien había trabajado en Sunset Boulevard, pero los dos nunca se casaron, y se separaron en 1999. El actor Robert Pastorelli y Close también se relacionaron románticamente a finales de los años 90, actuando juntos en la producción de ABC South Pacific. En febrero de 2006, Close se casó con el ejecutivo y capitalista David Evans Shaw en Maine. La pareja se divorció en agosto de 2015.

### Propiedades y negocios
Actualmente, Close reside en Bedford Hills, Nueva York, pero tiene un condominio en el West Village. También posee propiedades en Wellington, Florida, y Bozeman, Montana. A principios de los 90, poseía una cafetería en Bozeman, pero la vendió en 2006. En 2011, Close vendió su apartamento en The Beresford por $ 10.2 millones. También dirige un rancho de 1.000 acres en Wyoming. En 2015, el patrimonio neto de Close, asciende a un estimado de $ 50 millones.
Close es la presidenta de Trillium Productions Inc. Su empresa ha producido películas como Albert Nobbs, Sarah Plain and Tall y South Pacific. También produjo la película Serving in Silence (1995) con Barbra Streisand, por la que ambas fueron nominadas al premio Emmy al mejor telefilme. Los otros créditos de producción de Close incluyen Journey (1995), y la película Cruella (2021), basada en el personaje que Close interpretó en 101 dálmatas.
En 2007, fue cofundadora de FetchDog, un catálogo de accesorios para perros. Close publicó entrevistas que ella realizaba a celebridades sobre sus relaciones con sus perros. El negocio fue vendido en 2012.
Close guarda todos sus trajes después de finalizar sus películas y los alquila a exposiciones. Close es una gran fan de Madonna, y en 1990 le prestó el vestido que uso en Las amistades peligrosas  para su presentación en los premios MTV, donde interpretó la canción "Vogue".
Close es un fan de los Mets de Nueva York, y ha cantado el himno nacional en el Citi Field en varias ocasiones desde 1986.

### Política
Close nació en una familia Demócrata. Además, ha donado dinero a las campañas electorales de muchos políticos, entre ellos Hillary Clinton, Howard Dean, John Edwards, Angus King y Barack Obama. También intervino en la Convención Nacional Demócrata de 2004. Close votó por Barack Obama en la elección presidencial de 2008 y asistió a su inauguración. En 2015, donó a la campaña presidencial de Hillary Clinton. En una entrevista de 2016 con Andrew Marr para la BBC, Close criticó a Donald Trump, calificando su campaña de «terriblemente aterradora».

## Activismo

### Trabajo caritativo
Close ha hecho campaña a favor del matrimonio homosexual, los derechos de la mujer y la salud mental. En 1989 asistió a marchas pro-elección en Washington D. C. con Gloria Steinem y Jane Fonda. En 1998, Close formó parte del elenco de los monólogos de la vagina, donde se recaudaron $ 250,000 en una sola noche y las ganancias se destinaron al esfuerzo para detener la violencia contra las mujeres. En el año 2002 fue galardonada con un premio GLAAD por promover la igualdad de derechos para lesbianas, gais, bisexuales y personas transgénero. Fue voluntaria y produjo un documental para Puppies Behind Bars, una organización que ofrece perros de servicio para veteranos de guerra heridos. También es fideicomisaria de The Wildlife Conservation Society y voluntaria en Fountain House en la ciudad de Nueva York, una instalación dedicada a la recuperación de hombres y mujeres que sufren enfermedades mentales. Close es miembro fundador del Comité Asesor de Conservación de Panthera. Panthera es una organización internacional sin fines de lucro cuya única misión es la conservación de las 36 especies de gatos salvajes del mundo. Close también ha sido durante mucho tiempo partidaria de la fundación de su amigo Christopher Reeve. También es miembro de la Junta Asesora de CuriosityStream.

### Iniciativas de salud mental
Close es fundadora y preside BringChange2Mind, una campaña de EE. UU. Para erradicar el estigma y la discriminación en torno a la enfermedad mental, apoyando a su hermana Jessie, que padece el trastorno bipolar. En 2010, Close anunció al público que su ADN había sido secuenciado para publicitar la historia de enfermedad mental de su familia. Durante el mes de julio de 2013, Close subastó más de 380 artículos de diseñadores en eBay del vestuario que su personaje Patty Hewes lució en Damages. Todas las ganancias fueron recaudadas para su organización benéfica BringChange2Mind. John Mayer también prestó su canción «Say» para el anuncio. En 2013, Close asistió a la Casa Blanca para pedir la aprobación de la Ley de Excelencia en Salud Mental, escrita para ampliar el tratamiento de los enfermos mentales y brindar acceso a los servicios de salud mental. El proyecto de ley fue promulgado por el presidente Obama en abril de 2014, y proporcionará $ 1.1 mil millones en fondos para ayudar a fortalecer el sistema de atención de salud mental en los Estados Unidos. En 2015 fue galardonada con el premio WebMD Health Hero por sus contribuciones a las iniciativas de salud mental. El 16 de junio de 2016, Close donó $ 75,000 a la Asociación de Salud Mental de la Florida Central con el fin de financiar consejería y otra asistencia a las víctimas del tiroteo en el club nocturno de Orlando.. Frecuentemente promueve sus causas caritativas a través de su cuenta de Twitter.

## Filmografía

### Cine
| Año  | Película                                                | Personaje                      | Director                                | Notas, premios y nominaciones |
| ---- | ------------------------------------------------------- | ------------------------------ | --------------------------------------- | --- |
| 1982 | El mundo según Garp                                     | Jenny Fields                   | George Roy Hill                         | - Premio de la Asociación de Críticos de Los Ángeles a la Mejor Actriz de Reparto - Premio National board of review a la Mejor Actriz de Reparto - Nominación — Óscar a la Mejor Actriz de Reparto |
| 1983 | Reencuentro                                             | Sarah Cooper                   | Lawrence Kasdan                         | - Nominación — Óscar a la Mejor Actriz de Reparto |
| 1984 | El chico de piedra                                      | Ruth Hillerman                 | Christopher Cain                        | |
| 1984 | El mejor                                                | Iris Gaines                    | Barry Levinson                          | - Nominación — Óscar a la Mejor Actriz de Reparto |
| 1985 | Al filo de la sospecha                                  | Teddy Barnes                   | Richard Marquand                        | |
| 1985 | Maxie                                                   | Jan / Maxie                    | Paul Aaron                              | - Nominación - Globo de Oro a la Mejor actriz - Comedia o musical - Nominación - Premio Saturn a la Mejor actriz |
| 1987 | Atracción fatal                                         | Alex Forrest                   | Adrian Lyne                             | - Premio Premios People's Choice como actriz favorita de película - Cámara de Oro a la mejor actriz internacional - Nominación - Oscar a la Mejor actriz - Nominación - Globo de Oro a la Mejor actriz - Drama - Nominación - Premios David di Donatello a la mejor actriz extranjera |
| 1988 | Gandahar                                                | Ambisextra                     | René Laloux                             | |
| 1988 | Dangerous Liaisons                                      | Marquesa Isabelle de Merteuil  | Stephen Frears                          | - Cámara de Oro a la mejor actriz internacional - Nominación - Oscar a la Mejor actriz - Nominación — BAFTA a la Mejor Actriz |
| 1989 | Casi una familia                                        | Linda Spector                  | Jonathan Kaplan                         | |
| 1990 | El misterio Von Bulow                                   | Sunny von Bülow                | Barbet Schroeder                        | Actriz y narradora |
| 1990 | Hamlet                                                  | Gertrude                       | Franco Zeffirelli                       | - Nominación — Premio David di Donatello a la mejor actriz extranjera |
| 1991 | Cita con Venus                                          | Karin Anderson                 | István Szabó                            | - Premio del Festival internacional de Venecia a la mejor actriz |
| 1991 | Hook                                                    | Gutless                        | Steven Spielberg                        | Cameo |
| 1992 | Lincoln                                                 | Mary Todd Lincoln              | Peter W. Kunhardt y James A. Edgar      | Voz |
| 1993 | La casa de los espíritus                                | Ferula Trueba                  | Bille August                            | |
| 1994 | Detrás de la noticia                                    | Alicia Clark                   | Ron Howard                              | |
| 1994 | Identidad oculta, la historia de Margarethe Cammermeyer | Margarethe Cammermeyer         | Jeff Bleckner                           | |
| 1996 | Mary Reilly                                             | Sra. Farraday                  | Stephen Frears                          | |
| 1996 | 101 Dalmatians                                          | Cruella de Vil                 | Stephen Herek                           | - Premio Blockbuster Entertainment a la mejor actriz - Nominación — Globo de Oro a la Mejor actriz - Comedia o musical - Nominación - Premio Satellite a la Mejor actriz Comedia o musical - Nominación - A la mejor actriz de reparto |
| 1996 | Mars Attacks!                                           | Primera dama Marsha Dale       | Tim Burton                              | - Nominación. Premio de la Asociación de cine y televisión en línea a la Mejor actriz de Ciencia Ficción/Fantasía/Horror |
| 1997 | Camino al paraíso                                       | Adrienne Pargiter              | Bruce Beresford                         | |
| 1997 | Air Force One                                           | Vicepresidenta Kathryn Bennett | Wolfgang Petersen                       | - Premios Blockbuster Entertainment a la mejor de reparto acción / aventura |
| 1997 | In & Out                                                | Ella misma                     | Frank Oz                                | Cameo |
| 1999 | La fortuna de Cookie                                    | Camille Dixon                  | Robert Altman                           | |
| 1999 | Tarzán                                                  | Kala                           | Chris Buck, Kevin Lima                  | Voz |
| 2000 | Cosas que diría con sólo mirarla                        | Dr. Elaine Keener              | Rodrigo García                          | |
| 2000 | 102 Dalmatians                                          | Cruella de Vil                 | Kevin Lima                              | |
| 2001 | La seguridad de los objetos                             | Esther Gold                    | Rose Troche                             | |
| 2002 | Pinocchio                                               | Hada Azul                      | Roberto Benigni                         | Voz |
| 2003 | Le divorce                                              | Olivia Pace                    | James Ivory                             | |
| 2004 | Las mujeres perfectas                                   | Claire Wellington              | Frank Oz                                | |
| 2005 | Nueve vidas                                             | Maggie                         | Rodrigo García                          | |
| 2005 | En la cumbre                                            | Diana                          | Chris Terrio                            | |
| 2005 | Historia de un secuestro                                | Carrie Johnson                 | Arie Posin                              | |
| 2005 | Tarzán 2                                                | Kala                           | Brian Smith                             | Voz |
| 2005 | La increíble pero cierta historia de Caperucita Roja    | Abuelita Puckett               | Cory Edwards, Todd Edwards y Tony Leech | Voz |
| 2007 | El atardecer                                            | Mrs. Wittenborn                | Lajos Koltai                            | |
| 2011 | Las nuevas aventuras de la Caperucita Roja              | Abuelita Puckett               | Mike Disa                               | Voz - Premio tras la voz de los actores a la Mejor actuación vocal femenina en una película |
| 2011 | Albert Nobbs                                            | Albert Nobbs                   | Rodrigo García                          | - Premio del Festival internacional de Tokio a la mejor actriz - Premio círculo de mujeres cineastas por su coraje en la actuación - Premio Banda sonora mundial a la Mejor canción original - Premio Satellite a la mejor canción original - Premio de la Alianza de Mujeres Periodistas Cinematográficos como icono femenino - Premio de cine y televisión de Irlanda a la mejor actriz internacional - Nominación - Oscar a la Mejor actriz - Nominación - Globo de Oro a la Mejor canción original - Nominación - Globo de Oro a la Mejor actriz - Drama - Nominación - Sag a la Mejor actriz - Nominación - Satellite a la mejor actriz dramática - Nominación - Satellite al mejor guion adaptado - Nominación - Alianza de Mujeres Periodistas Cinematográficos actriz que desafía la edad - Nominación - Instituto de Cine Australiano a la mejor actriz - Nominación - Premio Cinema Bloggers a la mejor actriz - Nominación - Premio de la Asociación de Críticos de Cine de Denver a la mejor actriz - Nominación - Premio sociedad de críticos de Houston a la mejor canción original - Nominación - Premios de cine y televisión de Irlanda mejor película y mejor guion para cine - Nominación - Premio Jupiter a la mejor actriz internacional - Nominación - Premio de la Asociación de cine y televisión en línea a mejor canción original - Nominación - Premios de la sociedad de críticos de cine de Phoenix a la mejor actriz principal                                                                          |
| 2014 | Low Down                                                | Gram                           | Jeff Preiss                             | |
| 2014 | 5 to 7                                                  | Arlene                         | Victor Levin                            | |
| 2014 | Guardianes de la Galaxia                                | Irani Rael / Nova Prime        | James Gunn                              | |
| 2015 | Anesthesia                                              | Marcia Zarrow                  | Tim Blake Nelson                        | |
| 2015 | The Great Gilly Hopkins                                 | Nonnie Hopkins                 | Stephen Herek                           | |
| 2016 | Warcraft                                                | Alodi                          | Duncan Jones                            | Sin acreditar |
| 2016 | The Girl with All the Gifts                             | Dr. Caroline Caldwell          | Colm McCarthy                           | |
| 2017 | Father Figures                                          | Helen Baxter                   | Lawrence Sher                           | |
| 2017 | What Happened to Monday?                                | Nicolette Cayman               | Tommy Wirkola                           | |
| 2017 | Wilde Wedding                                           | Eve Wilde                      | Damian Harris                           | Posproducción |
| 2017 | Crooked House                                           | Lady Edith                     | Gilles Paquet-Brenner                   | |
| 2018 | The Wife                                                | Joan Castleman                 | Björn Runge                             | - Globo de Oro a la Mejor actriz - Drama - Premio de la Crítica Cinematográfica a la Mejor actriz - SAG a la Mejor actriz - Premio Satellite a la Mejor actriz dramática - Premio Independent Spirit Award a la Mejor actriz - Premio Festival de Cine de Hollywood a la Mejor actriz dramática - Premio de la Sociedad de Críticos de San Diego a la Mejor actriz - Premio Crítica de Nuevo México a la Mejor actriz - Premio Festival de Cine Palm Springs a la Mejor actriz - Premio Círculo Femenino de Críticos de Cine de Estados Unidos a la Mejor actriz - Nominación - Oscar a la Mejor actriz - Nominación - Premio BAFTA a la Mejor actriz - Nominación - Premio AACTA International a la Mejor actriz - Nominación - Alianza de Mujeres Periodistas Cinematográficas a la Mejor actriz - Nominación - Alianza de Mujeres Periodistas Cinematográficas a actriz que desafía la edad - Nominación - Premio Gotham a la Mejor actriz - Nominación - Premio Central Ohio Film Critics Association a la Mejor actriz - Nominación - Premio Dallas-Fort Worth Film Critics Association - Nominación - Premio Florida Film Critics Circle a la Mejor actriz - Nominación - Premio Houston Film Critics Society a la Mejor actriz - Nominación - Premio London Critics Circle Film a la Mejor actriz - Nominación - Premio St. Louis Film Critics Association a la Mejor actriz - Nominación - Premio Asociación de Críticos de Cine Washington D. C. a la Mejor actriz - Nominación - Premio The Womens' Image a la Mejor actriz |
| 2020 | Hillbilly Elegy                                         | Bonnie "Mamaw" Vance           | Ron Howard                              | |
| 2023 | Heart of Stone                                          | Reina de diamantes             | Tom Harper                              | |
| 2025 | De vuelta a la acción                                   | Ginny Curtis                   | Seth Gordon                             | |
| 2025 | Wake Up Dead Man: A Knives Out Mystery                  |                                | Rian Johnson                            | |

## Premios
Lista incompleta de premios.
Óscar
| Año  | Categoría               | Película                    | Resultado |
| ---- | ----------------------- | --------------------------- | --------- |
| 1982 | Mejor actriz de reparto | The World According to Garp | Nominada  |
| 1983 | Mejor actriz de reparto | Reencuentro                 | Nominada  |
| 1984 | Mejor actriz de reparto | The Natural                 | Nominada  |
| 1987 | Mejor actriz            | Fatal Attraction            | Nominada  |
| 1988 | Mejor actriz            | Dangerous Liaisons          | Nominada  |
| 2012 | Mejor actriz            | Albert Nobbs                | Nominada  |
| 2019 | Mejor actriz            | The Wife                    | Nominada  |
| 2020 | Mejor actriz de reparto | Hillbilly Elegy             | Nominada  |

Globos de Oro
| Año  | Categoría                             | Película                                             | Resultado | Referencias |
| ---- | ------------------------------------- | ---------------------------------------------------- | --------- | ----------- |
| 1985 | Mejor actriz de miniserie o telefilme | Something About Amelia                               | Nominada  | [ 149 ]     |
| 1985 | Mejor actriz - Comedia o musical      | Maxie                                                | Nominada  | [ 150 ]     |
| 1987 | Mejor actriz - Drama                  | Fatal Attraction                                     | Nominada  | [ 151 ]     |
| 1992 | Mejor actriz de miniserie o telefilme | Sarah, Plain and Tall                                | Nominada  | [ 152 ]     |
| 1996 | Mejor actriz de miniserie o telefilme | Serving in Silence: The Margarethe Cammermeyer Story | Nominada  | [ 153 ]     |
| 1996 | Mejor actriz - Comedia o musical      | 101 Dalmatians                                       | Nominada  | [ 154 ]     |
| 2004 | Mejor actriz de miniserie o telefilme | El león en invierno                                  | Ganadora  | [ 155 ]     |
| 2006 | Mejor actriz - Serie dramática        | The Shield                                           | Nominada  | [ 156 ]     |
| 2008 | Mejor actriz - Serie dramática        | Damages                                              | Ganadora  | [ 157 ]     |
| 2010 | Mejor actriz - Serie dramática        | Damages                                              | Nominada  | [ 158 ]     |
| 2011 | Mejor actriz - Drama                  | Albert Nobbs                                         | Nominada  | [ 159 ]     |
| 2011 | Mejor canción original                | Lay Your Head Down de Albert Nobbs                   | Nominada  | [ 159 ]     |
| 2013 | Mejor actriz - Serie dramática        | Damages                                              | Nominada  | [ 160 ]     |
| 2018 | Mejor actriz - Drama                  | The Wife                                             | Ganadora  | [ 161 ]     |
| 2020 | Mejor actriz de reparto               | Hillbilly Elegy                                      | Nominada  | [ 162 ]     |

BAFTA
| Año  | Categoría    | Película                 | Resultado | Referencias |
| ---- | ------------ | ------------------------ | --------- | ----------- |
| 1989 | Mejor actriz | Las amistades peligrosas | Nominada  | [ 163 ]     |
| 2018 | Mejor actriz | The Wife                 | Nominada  | [ 164 ]     |

Primetime Emmy
| Año  | Categoría                                | Trabajo                                              | Resultado | Referencias |
| ---- | ---------------------------------------- | ---------------------------------------------------- | --------- | ----------- |
| 1984 | Mejor actriz - Miniserie o telefilme     | Something About Amelia                               | Nominada  | [ 165 ]     |
| 1991 | Mejor actriz - Miniserie o telefilme     | Sarah, Plain and Tall                                | Nominada  | [ 166 ]     |
| 1991 | Mejor miniserie                          | Sarah, Plain and Tall                                | Nominada  | [ 166 ]     |
| 1993 | Mejor actriz - Miniserie o telefilme     | Skylark                                              | Nominada  | [ 167 ]     |
| 1995 | Mejor actriz - Miniserie o telefilme     | Serving in Silence: The Margarethe Cammermeyer Story | Ganadora  | [ 168 ]     |
| 1995 | Mejor telefilme                          | Serving in Silence: The Margarethe Cammermeyer Story | Nominada  | [ 168 ]     |
| 1997 | Mejor actriz - Miniserie o telefilme     | In the Gloaming                                      | Nominada  | [ 169 ]     |
| 2002 | Mejor actriz invitada - Serie de comedia | Will y Grace                                         | Nominada  | [ 170 ]     |
| 2003 | Mejor actriz - Miniserie o telefilme     | El león en invierno                                  | Nominada  | [ 171 ]     |
| 2005 | Mejor actriz - Serie dramática           | The Shield                                           | Nominada  | [ 172 ]     |
| 2008 | Mejor actriz - Serie dramática           | Damages                                              | Ganadora  | [ 173 ]     |
| 2009 | Mejor actriz - Serie dramática           | Damages                                              | Ganadora  | [ 174 ]     |
| 2010 | Mejor actriz - Serie dramática           | Damages                                              | Nominada  | [ 175 ]     |
| 2012 | Mejor actriz - Serie dramática           | Damages                                              | Nominada  | [ 176 ]     |

Sindicato de Actores
| Año  | Categoría                            | Trabajo                                              | Resultado | Referencias |
| ---- | ------------------------------------ | ---------------------------------------------------- | --------- | ----------- |
| 1995 | Mejor actriz - Miniserie o telefilme | Serving in Silence: The Margarethe Cammermeyer Story | Nominada  | [ 177 ]     |
| 1997 | Mejor actriz - Miniserie o telefilme | In the Gloaming                                      | Nominada  | [ 178 ]     |
| 2004 | Mejor actriz - Miniserie o telefilme | El león en invierno                                  | Ganadora  | [ 179 ]     |
| 2007 | Mejor actriz - Serie dramática       | Damages                                              | Nominada  | [ 180 ]     |
| 2009 | Mejor actriz - Serie dramática       | Damages                                              | Nominada  | [ 181 ]     |
| 2010 | Mejor actriz - Serie dramática       | Damages                                              | Nominada  | [ 182 ]     |
| 2011 | Mejor actriz - Serie dramática       | Damages                                              | Nominada  | [ 183 ]     |
| 2011 | Mejor actriz                         | Albert Nobbs                                         | Nominada  | [ 183 ]     |
| 2018 | Mejor actriz                         | The Wife                                             | Ganadora  | [ 184 ]     |
| 2020 | Mejor actriz de reparto              | Hillbilly Elegy                                      | Nominada  | [ 185 ]     |

Crítica Cinematográfica
| Año  | Categoría               | Trabajo         | Resultado | Referencias |
| ---- | ----------------------- | --------------- | --------- | ----------- |
| 2018 | Mejor actriz            | The Wife        | Ganadora  | [ 186 ]     |
| 2020 | Mejor actriz de reparto | Hillbilly Elegy | Nominada  | [ 187 ]     |

Satellite
| Año  | Categoría                                   | Trabajo         | Resultado | Referencias |
| ---- | ------------------------------------------- | --------------- | --------- | ----------- |
| 1996 | Mejor actriz - Musical o Comedia            | 101 Dalmatians  | Nominada  | [ 188 ]     |
| 1997 | Mejor actriz - Miniserie o telefilme        | In The Gloaming | Nominada  | [ 189 ]     |
| 1999 | Mejor actriz - Musical o Comedia            | 102 Dalmatians  | Nominada  | [ 190 ]     |
| 2007 | Mejor actriz - Serie dramática              | Damages         | Nominada  | [ 191 ]     |
| 2008 | Mejor actriz - Serie dramática              | Damages         | Nominada  | [ 192 ]     |
| 2009 | Mejor actriz - Serie dramática              | Damages         | Ganadora  | [ 193 ]     |
| 2011 | Mejor canción original - Lay Your Head Down | Albert Nobbs    | Ganadora  | [ 194 ]     |
| 2011 | Mejor guion adaptado                        | Albert Nobbs    | Nominada  | [ 194 ]     |
| 2011 | Mejor actriz - Drama                        | Albert Nobbs    | Nominada  | [ 194 ]     |
| 2018 | Mejor actriz - Drama                        | The Wife        | Ganadora  | [ 195 ]     |

Independent Spirit
| Año  | Categoría    | Trabajo  | Resultado | Referencias |
| ---- | ------------ | -------- | --------- | ----------- |
| 2018 | Mejor actriz | The Wife | Ganadora  | [ 196 ]     |

Tony
| Año  | Categoría                                    | Trabajo                 | Resultado | Referencias |
| ---- | -------------------------------------------- | ----------------------- | --------- | ----------- |
| 1980 | Mejor actriz principal en un musical         | Barnum                  | Nominada  | [ 197 ]     |
| 1984 | Mejor actriz principal en una obra de teatro | The Real Thing          | Ganadora  | [ 197 ]     |
| 1992 | Mejor actriz principal en una obra de teatro | La muerte y la doncella | Ganadora  | [ 197 ]     |
| 1995 | Mejor actriz principal en un musical         | Sunset Boulevard        | Ganadora  | [ 197 ]     |